# Ijeoma Oluo
Ijeoma Oluo /iˈdʒoʊmə_oʊˈluːoʊ/ (Denton, Texas, 30 de diciembre de 1980) es una escritora y periodista nigeriana-estadounidense. Autora de So You Want to Talk About Race, ha escrito para The Guardian, donde también fue editora, Jezebel, The Stranger, Medium yThe Establishment.
Nacida en Denton, Texas, y asentada en Seattle, Washington, Oluo fue nombrada una de las personas más influyentes de Seattle, en 2015, y una de las cincuenta mujeres más influyentes de esta ciudad, en 2018. Sus escritos cubren temas de racismo, misoginia negra, interseccionalidad, ciberacoso, economía, paternidad, feminismo y justicia social, además del movimiento Black Lives Matter.
Se hizo famosa por sus artículos críticos sobre la raza y la invisibilidad de las voces de las mujeres, como reveló en su entrevista de abril de 2017 con Rachel Dolezal, publicada en The Stranger.

## Trayectoria

### Inicio
Oluo inició su carrera en tecnología y marketing digital. Empezó a escribir tras la muerte de Trayvon Martin en 2012, quien en ese momento tenía la misma edad que su hijo Malcolm. Temerosa por su hijo y por su hermano menor, un músico que entonces hacía giras musicales, Oluo comenzó a compartir sus inquietudes a través de un blog que anteriormente había dedicado a la escribir sobre alimentación. Según ella misma ha descrito, estas incursiones iniciales tuvieron gran influencia en su escritura, ya que esperaba que compartir sus historias personales sería una forma de conectarse y activar su comunidad en Seattle, predominantemente blanca. Oluo quedó decepcionada por la respuesta que al recibió al principio, y porque muchos de sus amigos se distanciaron, en lugar de involucrarse en los asuntos que ella planteaba. Sin embargo, muchas mujeres negras anónimas se pusieron en contacto con ella para expresarle su agradecimiento, lo que hizo que el perfil de Oluo como escritora creciera y las editoriales se pusieran en contacto con ella para imprimir los trabajos de su blog y además encargarle nuevos escritos.

### Periodismo

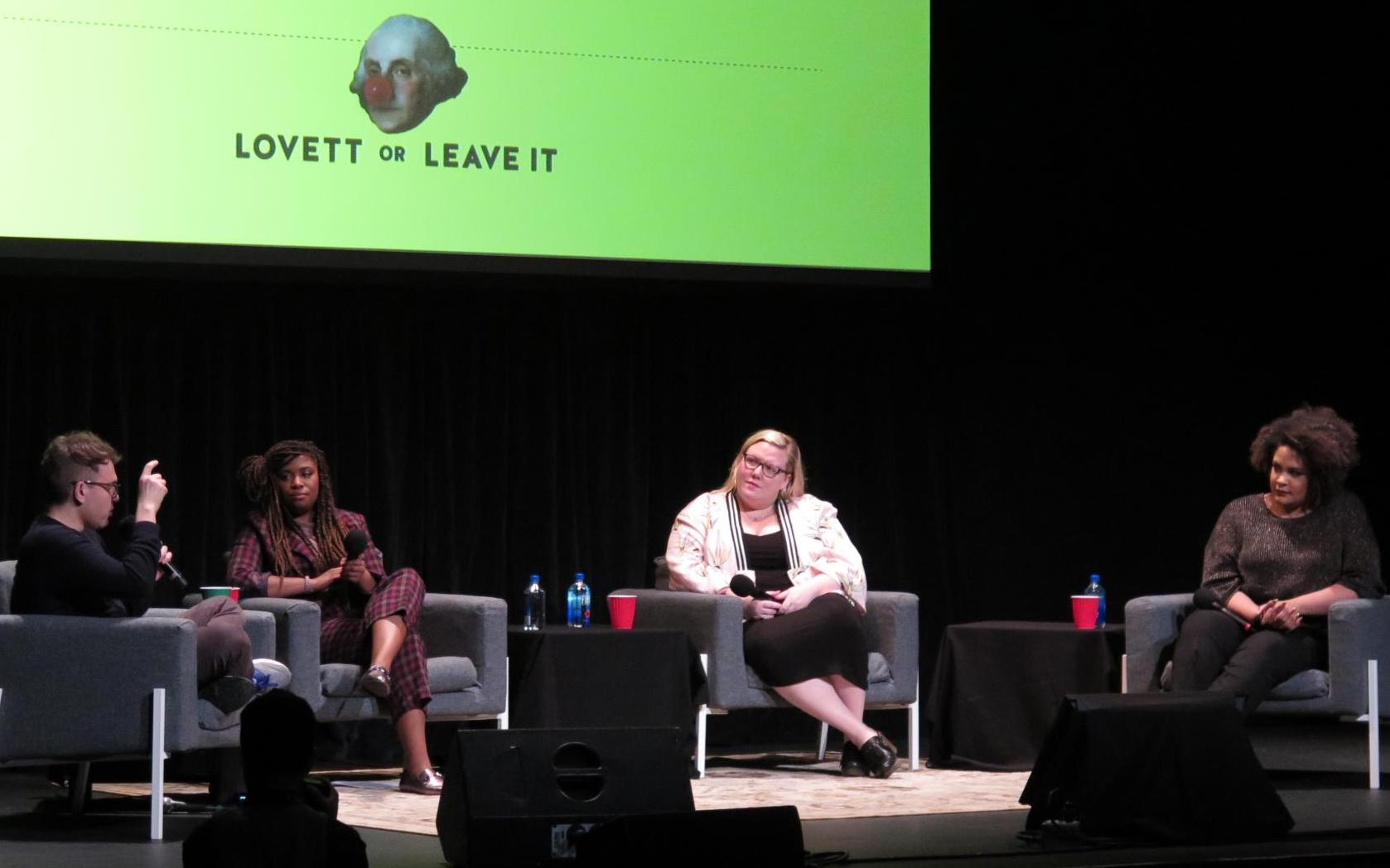
Grabando el podcast Lovett or Leave It el 27 de enero de 2018, en el Moore Theatre de Seattle. Presentado por Jon Lovett (izquierda) y Akilah Hughes (segunda por la izquierda), con las invitadas Lindy West (segunda por la derecha) e Ijeoma Oluo (derecha).

Oluo publicó sus columnas y artículos en los periódicos The Guardian y The Stranger desde 2015 hasta 2017. También escribió para Jezebel, Medium y The Establishment, una publicación basada en Medium que Oluo ayudó a lanzar, y de la que es editora. Sus artículos tratan temas como la misoginia negra, la interseccionalidad, el ciberacoso, la raza, economía, paternidad, el feminismo, la justicia social y el movimiento Black Lives Matter.
Es conocida por sus críticas a la raza y el borrado de las voces de las mujeres negras en Estados Unidos, como pone de manifiesto la entrevista de Oluo a Rachel Dolezel, en abril de 2017, publicada en The Stranger.
Oluo dejó de escribir para The Stranger en julio de 2017, movida, entre otras razones, por la decisión del periódico de publicar un artículo sobre la detransición que, según Oluo, fue "escrito por una mujer cis sin el conocimiento y lenguaje necesarios para informar responsablemente sobre el tema, de manera que no fomentase la narrativa de los fanáticos anti-trans". El artículo citaba a un médico pseudocientífico bastantemente desacreditado y con un conocido sesgo anti-trans". Aunque Oluo ha mantenido posturas firmes en muchos temas sociales, también ha señalado que los fans deben sentirse cómodos criticando y hablando sinceramente sobre los errores en las expresiones de sexismo, racismo o clasismo de sus celebridades favoritas, sin tener que condenar o rechazar a nadie como irredimible, ya que los críticos suelen compartir muchos de los defectos que señalan en otros. Oluo escribió en 2015 que "Ser antirracista no significa que nunca seas racista, significa que reconoces y luchas contra tu propio racismo tanto como luchas contra el de los demás". Ella amplió su reflexión acerca del diálogo honesto y las verdades incómodas en su libro publicado en 2018, donde señalaba que "Esto no significa que tengas que flagelarte eternamente".
En noviembre de 2017, Oluo publicó en su blog que USA Today le había pedido que escribiera un artículo de opinión, con la única condición de que argumentara en contra de la necesidad del debido proceso con respecto a las acusaciones de conducta sexual inapropiada, en los casos de alto perfil, asociados al movimiento Me Too. Específicamente, señaló que los editores "quieren un artículo que diga que no creo en el debido proceso, y si vale la pena proteger a las mujeres a costa de que unos pocos hombres inocentes pierdan sus trabajos". Oluo estaba dispuesta a refutar el editorial de USA Today, en el sentido de que los acusados corrían gran riesgo de que se violaran sus derechos debido proceso, pero, según dijo, no quiso desempeñar el papel de "hombre de paja", ya que, de hecho, ella creía en el derecho de todos al debido proceso. Después de que Oluo escribiera sobre la oferta de USA Today, The Washington Post respondió en un editorial de Christine Emba que compartía la posición de Oluo de que las mayores violaciones del debido proceso habían sido contra los derechos de las víctimas de acoso a quienes se les había negado justicia durante muchos años, y que las protestas fueron, en palabras de Oluo, "un intento de volver a centrar las preocupaciones en torno a los hombres". Oluo declaró que el objetivo de esa aparente preocupación por el debido proceso fue "impedir que las mujeres se dieran a conocer, antes de que demasiados hombres rindieran cuentas de sus acciones". 

#### Suspensión temporal de Facebook
La cuenta de Facebook de Oluo se suspendió temporalmente en 2017. Había gastado una broma en Twitter diciendo que la primera vez que entró en un Cracker Barrel se sentía incómoda entre "gente blanca con sombreros de vaquero". En respuesta, recibió cientos de amenazas y mensajes racistas en Twitter y en su cuenta de Facebook. Twitter eliminó los tuits y prohibió a los usuarios que incumplían sus términos de servicio, pero, según Oluo comentó, Facebook no hizo nada a lo largo de tres días. Su cuenta fue suspendida después de que Oluo publicara capturas de pantalla de los mensajes, mostrando que Facebook no estaba haciendo nada para ayudarla. Más tarde, Facebook se disculpó y reactivó su cuenta, argumentando que la suspensión había sido un error. Oluo declaró que las cuentas de otros activistas negros en Facebook también habían sido suspendidas tras hacer públicas las capturas de pantalla de los mensajes amenazantes que habían recibido y, en todo los casos, el argumento de Facebook siempre fue "que se trataba de un error".

### Libros

#### The Badass Feminist Coloring Book
En 2015, Oluo hizo una autopublicación de su libroThe Badass Feminist Coloring Book, utilizando CreateSpace de Amazon. El proyecto comenzó con Oluo bosquejando los perfiles de sus feministas favoritas para aliviar el estrés. Animada por amigos, lanzó una campaña en la plataforma de micromecenazgo Kickstarter para el lanzamiento de un libro para colorear de 45 bocetos y citas adjuntas. Mucho antes de la fecha límite, el proyecto había conseguido más del doble de la cantidad prevista.
Entre las feministas recogidas enThe Badass Feminist Coloring Book están Lindy West (la cuñada de Oluo), la comediante Hari Kondabolu, la escritora Feminista Jones y la música Kimya Dawson (de The Moldy Peaches).

#### So You Want to Talk about Race
El libro de Oluo So You Want to Talk about Race fue publicado el 16 de enero de 2018 por el sello Seal Press de Perseus Books Group's Da Capo. En su columna "New & Noteworthy", The New York Times describió el libro como "como un intento de abordar las cuestiones más espinosas que rodean a la raza, desde la brutalidad policial hasta quién puede utilizar la palabra 'N'". Oluo comenzó el proyecto por sugerencia de su agente, quien le propuso escribir una guía para debatir los temas sobre los que escribía regularmente. Oluo inicialmente se mostró reacia, bajo el sentimiento de que ya pasaba más tiempo del deseado lidiando con la raza. En unas declaraciones a la revista Bitch comentó "Piensa en cuanto tiempo quieres gastar, como mujer negra, para hablar sobre la raza y luego dedica un libro entero a hablar de la raza. Es difícil para mí". Pero mientras consideraba la idea, se encontró con muchas personas que la contactaban por temas afines y, finalmente, decidió que un libro podría salvarla de tener que responder las mismas preguntas una y otra vez. Particularmente, esperaba que la forma tangible de un libro pudiera llegar a las personas de manera diferente a como lo hacía el trabajo en línea. 
La revista Bustle incluyó So You Want to Talk about Race en una lista de novedades con 14 libros recomendados, escritos por mujeres, donde elogiaba el "estilo de escritura sin tapujos" de Oluo. El libro estuvo incluido en la lista de los 16 mejores libros de no ficción de enero de 2018. Harper's Bazaar también lo incluyó en una lista de novedades de los 10 mejores libros de 2018, señalando que "Oluo elabora una guía sincera sobre los matices de las conversaciones que rodean a la raza en los Estados Unidos".

#### Mediocre: The Dangerous Legacy of White Male America
Mediocre: The Dangerous Legacy of White Male America, publicada en diciembre de 2020 por el sello de Seal Press Basic Books, es un análisis histórico y contemporáneo de cómo la supremacía masculina blanca afecta a la política, el lugar de trabajo, los deportes y la vida diaria. Estuvo incluido en las listas de lecturas recomendadas de Time, The Washington Post y The Seattle Times, y tiene una reseña destacada en Publishers Weekly.

### Otros proyectos
Oluo también ha trabajado como conferenciante, narradora de cuentos y comediante. En 2016 fue entrevistada para el documental Oh, I Get It incluido en el Festival de Cine de Lesbianas y Gays de Seattle, Slamdance y otros, sobre sus experiencias como comediante queer.

## Premios y reconocimientos
Seattle Met nombró a Oluo como una de las cincuenta mujeres más influyentes de Seattle en 2018, y la revista Seattle Magazine la nombró una de las personas más influyentes de Seattle en 2015, por su "ingenio incisivo, humor notable y una magnitud apropiada de rabia", y señaló que ella es "una de las voces más potentes de Seattle a favor de la justicia social". Bustle incluyó a Oluo entre los "13 autores a seguir en 2018".

## Vida personal
Oluo nació en Denton, Texas, en 1980. Su padre, Samuel Lucky Onwuzip Oluo, es de Nigeria y su madre, Susan Jane Hawley, es de Kansas y es blanca. El hermano menor de Oluo es el músico de jazz Ahamefule J. Oluo, y está casado con la escritora Lindy West. De 2001 a 2005, Oluo estuvo casada con Chad R. Jacobson, con quien tuvo el primero de sus dos hijos.   
Se graduó en Lynnwood High School en 2003, y obtuvo una licenciatura en ciencias políticas, en Western Washington University, en 2007. 

## Obras destacadas
- Oluo, Ijeoma (19 de abril de 2017). «The Heart of Whiteness: Ijeoma Oluo Interviews Rachel Dolezal, the White Woman Who Identifies as Black». The Stranger. Consultado el 8 de enero de 2021.[5]
- Oluo, Ijeoma (2020). Mediocre: The Dangerous Legacy of White Male America. Seal Press. ISBN 978-1-58005-951-0.[34]
- So You Want to Talk About Race, Da Capo Press, 2018, ISBN 9781580056786, OCLC 986970684.[24]
- The badass feminist coloring book, CreateSpace Independent Publishing Platform, 2015, ISBN 9781517268657, OCLC 941812206.[22]